# قائمة أعمال فريدرش شيلر

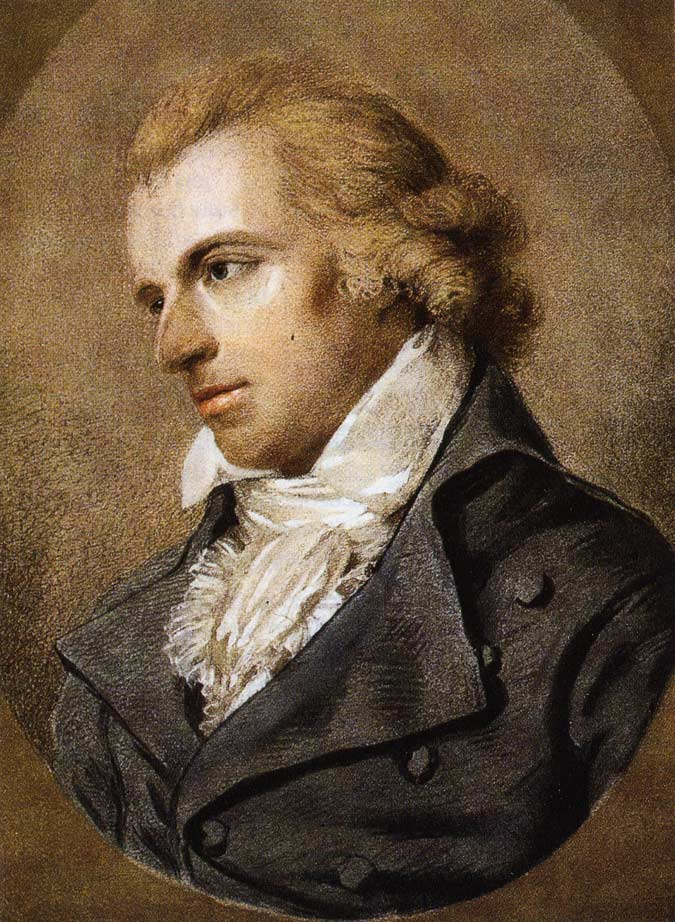
فريدرش شيلر

التالي هو قائمة بأعمال الكاتب المسرحي والشاعر والفيلسوف الألماني فريدرش شيلر (1759-1805).

## حسب التاريخ
الآتي أعمال شيلر الكبرى حسب تاريخ النشر:
| العمل                                                   | العنوان الأصلي                                                                  | السنة     | ملخص | صورة                                            |
| اللصوص                                                  | Die Räuber                                                                      | 1781      | المسرحية الأولى لشيلر، اعتبرها كثير من النقاد بداية مولد أديب وشاعر سوف يتربع على عرش الأدب في ألمانيا. |                                                 |
| مؤامرة                                                  | Die Verschwörung des Fiesco zu Genua                                            | 1783      | تراجيديا جمهورية مبنية على المؤامرة التاريخية لجيوفاني لويجي فيشي ضد أندريا دوريا في جنوى في العام 1547. |                                                 |
| قصائد مختارة لعام 1782                                  | Anthologie auf das Jahr 1782                                                    | 1783      | مجموعة شعرية |                                                 |
| دسيسة وحب                                               | Kabale und Liebe                                                                | 1784      | مسرحية برجوازية من خمسة فصول، يتعرض شيلر في هذه المسرحية للاختلافات الطبقية التي لا يمكن تجاوزها. |                                                 |
| تاليا                                                   | Thalia                                                                          | 1791-1784 | صحيفة ألمانية في التاريخ والمسرح والثقافة والفلسفة والأدب والسياسة. |                                                 |
| ما الذي يمكن أن يقوم به المسرح الجيد                    | was kann eine gute stehende Schaubuehne eigentlich wirken                       | 1785      | يدرس شيلر في هذا المقال تأثير المسرح على تربية الإنسان. |                                                 |
| إلى السعادة                                             | Ode an die Freude                                                               | 1786      | قصيدة، لحنها المؤلف الموسيقى الشهير بيتهوفن في المقطع الرابع والأخير من سيمفونيته التاسعة. وتعتبر هذه القصيدة من أروع ما كتب فريدريش فون شيلر في عالم الأدب، ومن أروع ما لحن بيتهوفن في عالم الموسيقى. القصيدة نفسها ملحنة من قبل بييتهوفن تستخدم اليوم كنشيد قومي للاتحاد الأوروبي.          |                                                 |
| مجرمون أنذال                                            | Verbrecher aus Infamie                                                          | 1786      | قصة طويلة |                                                 |
| دون كارلوس ابن إسبانيا                                  | Don Karlos, Infant von Spanien                                                  | 1787      | تدور أحداث المسرحية في القرن السادس عشر في عهد حكم الملك فيليب الثاني على إسبانيا، وتتمحور أحداثها حول ثلاثة مواضيع: ابتداءً بالصداقة بين ماركيز بوزا ودون كارلوس، ثم الحب اليائس الذي يكنه الأمير لزوجة ابيه إليزابيث، وأخيراً الصراع بين الملك فيليب الثاني وابنه دون كارلوس.                 |                                                 |
| محضر الأرواح                                            | Der Geisterseher                                                                | 1789-1787 | رواية غير مكتملة ظهرت للمرة الأولى مجزئة في مجلة شيلر "تاليا". | Geisterseher, Konrad Conrad Geyer gestochen.jpg |
| آلهة اليونان                                            | Die Götter Griechenlandes                                                       | 1788      | قصيدة فلسفية، وهي قصيدة تعليمية تحاول أن تقرب بين الأساطير الإغريقية والعالم الحديث الذي لا يعرف الآلهة، اتهم شيلر بعد نشره القصيدة بالإستهزاء بالرب. |                                                 |
| تاريخ ردة الأراضي المنخفضة المتحدة عن الحكومة الإسبانية | Geschichte des Abfalls der vereinigten Niederlande von der spanischen Regierung | 1788      | بحث تاريخي |                                                 |
| الفنانون                                                | Die Künstler                                                                    | 1789      | قصيدة فلسفية، تعرض مفهوم شيلر عن الفن الإغريقي، ويبين فيها أن بإمكان الفن أن يقود البشر إلى الأفضل، ويضع على عاتق الفنان هذه المهمة. |                                                 |
| ما المعنى والهدف من دراسة التاريخ العالمي               | Was heißt und zu welchem Ende studiert man Universalgeschichte                  | 1789      | محاضرة ألقاها في مدينة يينا، استقطبت محاضرته جماهير كبيرة. |                                                 |
| حول قصائد بورجر                                         | Über Bürgers Gedichte                                                           | 1791      | تعليق على قصائد أوجوست جوتفريد بورجر. |                                                 |
| تاريخ حرب الثلاثين عاماً                                 | Geschichte des Dreissigjährigen Krieges                                         | 1793-1791 | أهم وأوسع بحوثه التاريخية |                                                 |
| حول فن المأساة                                          | über die tragische Kunst                                                        | 1792      | مقال يتحدث عن طبيعة وغرض المأساة من منظور فلسفي أدبي. نُشر للمرة الأولى في العام 1792 في مجلته "تاليا" |                                                 |
| عن الرقة والكرامة                                       | Über Anmuth und Wuerde                                                          | 1793      | مقال نشره في مجلته "تاليا"، أراد شيلر في المقال أن يوضح مفهوم الجمال بالإستعانه بفلسفة كانت، وكان هذا أول دعم من قبله لفلسفة كانت. |                                                 |
| حول قصائد ماتيسون                                       | Über Matthissons Gedichte                                                       | 1794      | تعليق على قصائد فريدرش فون ماتيسون |                                                 |
| المثال والحياة                                          | Das Ideal und das Leben                                                         | 1795      | قصيدة فلسفية |                                                 |
| عن التربية الجمالية للإنسان في سلسلة رسائل              | Über die ästhetische Erziehung des Menschen in einer Reihe von Briefen          | 1795      | مجموعة من الرسائل الفلسفية، حاول شيلر في هذا الكتاب أن يتجاوز التناقضات التي وضعها الفيلسوف إيمانويل كانت بين الواجب والرغبة والتناقضات بين العقل والحواس. وتناول شيلر في هذا العمل أيضاً أحداث الثورة الفرنسية.                                                                               |                                                 |
| دي هورن                                                 | Die Horen                                                                       | 1797-1795 | صحيفة ألمانية أدبية صدرت شهرياً من عام 1795 إلى العام 1797. |                                                 |
| عن الشعر الحساس والشعر الفطري                           | Über naive und sentimentalische Dichtung                                        | 1796-1795 | دراسة عن نظرية الأدب، في عمله هذا قسم شيلر الأدب إلى أدب حساس وآخر فطري، صنف شيلر غوته على أنه أديب فطري، واعتبر نفسه وأدباء العصر الحديث أدباء حساسون. |                                                 |
| موزن ألمناخ                                             | Musenalmanach                                                                   | 1800-1796 | صحيفة أدبية ألمانية أنشأها في عام 1796 حتى إغلاقها في عام 1800. وتعتبر هذه الصحيفة من أنجح وأكبر الصحف من نوع موزن ألمناخ، وذلك بسبب الأدباء الذين ساهموا في تحريرها. |                                                 |
| هدايا المائدة                                           | Xenien                                                                          | 1797      | مجموعة قصائد هجائية سياسية بالاشتراك مع غوته، نشر الأديبان القصائد ليردا على الإنتقاد الذي تعرضت له صحيفة "دي هورن" التي قامت على أساس الصداقة بين غوته وشيلر. |                                                 |
| الغطاس                                                  | Der Taucher                                                                     | 1797      | قصيدة بالاد، كتبت القصيدة في عام 1797، عام منافسة البالاد الودية بين غوته وشيلر. |                                                 |
| القفاز                                                  | Der Handschuh                                                                   | 1797      | قصيدة بالاد، كتبت القصيدة في عام 1797، عام منافسة البالاد الودية بين غوته وشيلر، القصيدة تستند إلى قصة حقيقية وجدها شيلر في مجلد. تم تحويل القصيدة إلى موسيقى من قبل روبرت شومان في عام 1850.                                                                                                 |                                                 |
| غرانيق إبيكوس                                           | Die Kraniche des Ibykus                                                         | 1797      | قصيدة بالاد، كتبت القصيدة في عام 1797، عام منافسة البالاد الودية بين غوته وشيلر، تدور أحداث هذه القصيدة في القرن السادس قبل الميلاد، وهي قائمة على قصة مقتل إبيكوس. |                                                 |
| خاتم بوليكرات                                           | Der Ring des Polykrates                                                         | 1797      | قصيدة بالاد، كتبت القصيدة في عام 1797، عام منافسة البالاد الودية بين غوته وشيلر، وضع شيلر اسم القصيدة من اوبرا تحمل الاسم نفسه "خاتم بوليكرات" تم عرضها في تلك الفترة. |                                                 |
| الضمانة                                                 | Die Bürgschaft                                                                  | 1798      | قصيدة بالاد، استلهم شيلر فكرة القصيدة من "Gesta Romanorum" مجموعة من الحكايات اللاتينية جمعت في نهاية القرن الثالث عشر تقريباً أو بداية الرابع عشر. |                                                 |
| المعركة مع التنين                                       | Der Kampf mit dem Drachen                                                       | 1799      | قصيدة بالاد، كتبها في صيف 1798، ونُشرها للمرة الأولى في العام 1799 في صحيفته "موزن ألمناخ. |                                                 |
| أغنية الناقوس                                           | Das Lied von der Glocke                                                         | 1799      | تعتبر القصيدة واحدة من أشهر القصائد في الأدب الألماني ومن أطولها بعدد 430 سطراً. كانت ردود الفعل الأولى للقصيدة إيجابية بدون استثناء بعد نشرها. |                                                 |
| فالنشتاين                                               | Wallenstein                                                                     | 1800      | تدور أحداث هذه المسرحية في القرن السابع عشر أثناء حرب الثلاثين عاماً، الشخصية الرئيسية في المسرحية هو العسكري ألبرشت فون فالنشتاين الذي خدم الملك فرديناند الثاني حاكم الإمبراطورية الرومانية المقدسة في حرب الثلاثين عاماً، وتصور المسرحية فترة انهيار فالنشتاين، وتدور احداثها في اربعة ايام. |                                                 |
| ماريا ستيوارت                                           | Maria Stuart                                                                    | 1801      | مسرحية كتبها فريدرش شيلر، كتبها على أساس حياة ماري الأولى من اسكتلندا. تتكون المسرحية من خمسة فصول وكل فصل مقسم لعدة مشاهد. عُرضت المسرحية للمرة الأولى في ألمانيا بتاريخ 14 يونيو في 1800. كونت المسرحية أساس المقطوعة الأوبرالية لدونزيتي "ماريا ستواردا".                                   |                                                 |
| عذراء أورليان                                           | die Jungfrau von Orleans                                                        | 1801      | مسرحية تراجيدية رومانسية، عرضت لأول مرة في 11 سبتمبر 1801. وتعد من أكثر أعمال شيللر شهرة في حياته وبعد موته. وتقع هذه المسرحية في عصر الكلاسيكية، تدور أحداثها حول جان دارك. |                                                 |
| قدوم القرن الجديد                                       | Der Antritt des neuen Jahrhunderts                                              | 1801      | قصيدة، كُتبت في بدايات القرن التاسع عشر، تقريباً في عام 1801. القصيدة تتعامل مع قضايا سلام لونشتادت (Lünstadt) والحروب النابليونية. |                                                 |
| عروس مسينا أو الإخوة الأعداء                            | Die Braut von Messina oder Die feindlichen Brueder                              | 1803      | مسرحية تراجيدية، وهي تعد واحدة من أكثر أعمال شيلر إثارة للجدل، نظراً لاستخدامه عناصر من التراجيديا اليونانية (الكورال). |                                                 |
| عن استخدام الكورال في المسرحية التراجيدية               | Über den Gebrauch des Chors in der Trag die                                     | 1803      | مقالة نُشرت للمرة الأولى في العام 1803، يعلل فيها شيلر استخدامه للكورال (الجوقة) في مسرحياته التراجيدية بالتحديد مسرحية "عروس مسينا أو الإخوة الأعداء" |                                                 |
| مهرجان النصر                                            | Das Siegesfest                                                                  | 1803      | قصيدة موضوعها عبثية وعدم جدوى الإنتصارات العسكرية |                                                 |
| فلهلم تل                                                | Wilhelm Tell                                                                    | 1804      | مسرحية، القصة تتمحور حول الشخصية الأسطورية السويسرية "وليام تيل" الذي ناضل من أجل استقلال سويسرا من إمبراطورية هابسبورغ في بدايات القرن الرابع عشر. كتب شيلر المسرحية بين 1803 وعام 1804، ونُشرت الطبعة الأولى من المسرحية من 7000 نسخة 1804.                                                  |                                                 |
| عن الشعر الملحمي والدرامي                               | Über epische und dramatische Dichtung                                           | 1827      | دراسة أدبية. |                                                 |
| ديمتريوس                                                | Demetrius                                                                       | 1857      | مسرحية غير مكتملة قائمة على حياة القيصر الروسي ديمتريوس الأول في فترة توليه الحكم من عام 1605 حتى وفاته في 1606. عمل شيلر على المسرحية من 1804 حتى 1805 العام الذي توفي فيه فتركها غير مكتملة.                                                                                                |                                                 |

## حسب النوع

### مسرحيات
تصنيف:مسرحيات فريدرش شيلر

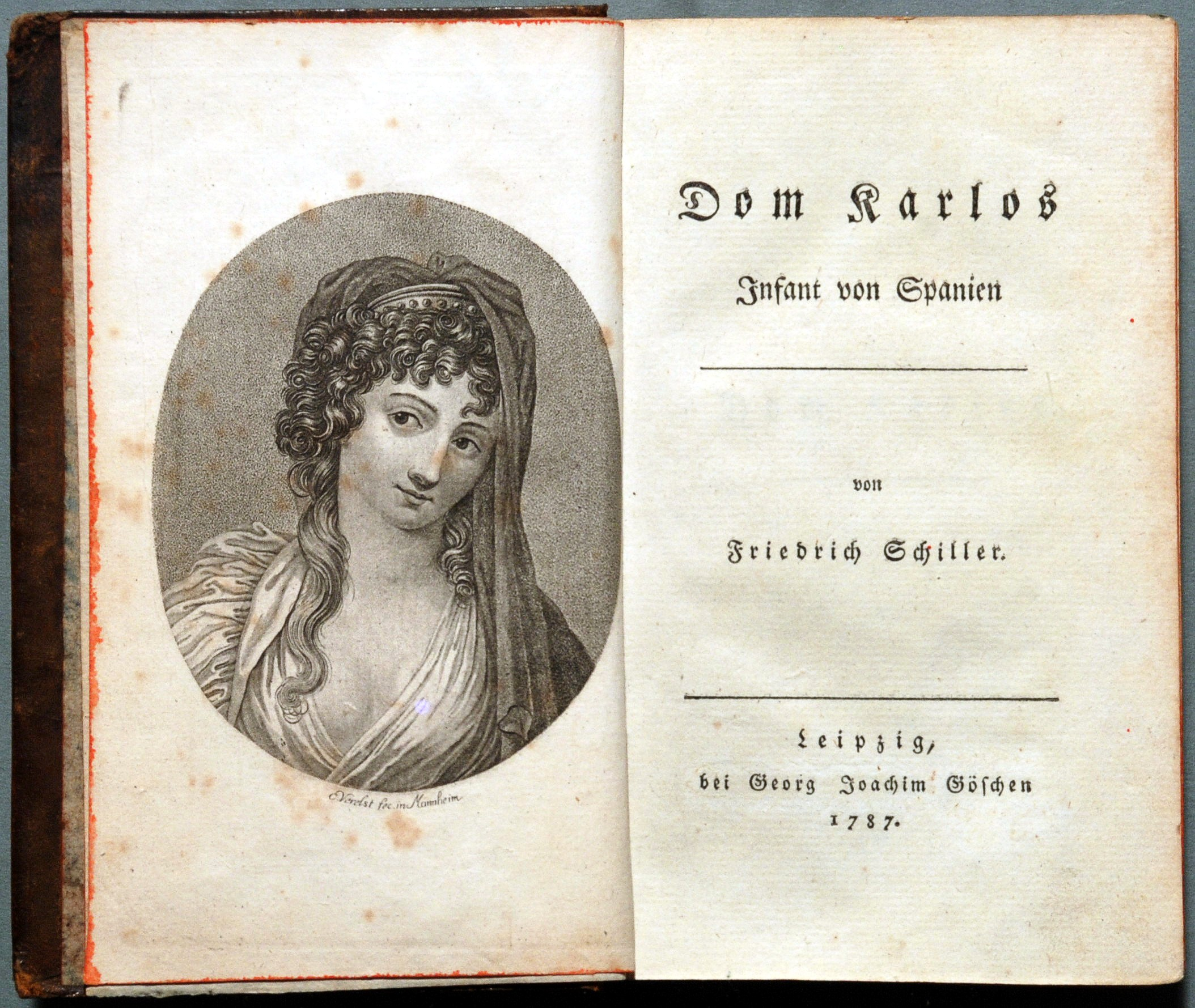
دون كارلوس، الطبعة الأولى (1787)، تدور أحداث المسرحية في القرن السادس عشر في عهد حكم الملك فيليب الثاني على اسبانيا، وتتمحور أحداثها حول ثلاثة مواضيع: ابتداءً بالصداقة بين ماركيز بوزا ودون كارلوس، ثم الحب اليائس الذي يكنه الأمير لزوجة ابيه إليزابيث، وأخيراً الصراع بين الملك فيليب الثاني وابنه دون كارلوس.

- 1781: «اللصوص» «Die Räuber» (المسرحية الأولى).[1][2]
- 1783: «مؤامرة» «Die Verschwörung des Fiesco zu Genua» (المسرحية الكاملة الثانية).[3][4]
- 1784: «دسيسة وحب» «Kabale und Liebe» (مسرحية برجوازية).[5][6][7][8]
- 1787: «دون كارلوس ابن إسبانيا» «Don Karlos, Infant von Spanien» (مسرحية تراجيدية).[9][10]
- 1800: «فالنشتاين» «Wallenstein» (ثلاثية مسرحية).[11][12][13][14][15][16]
- 1801: «ماريا ستيوارت» «Maria Stuart» (مسرحية من خمسة فصول).[17][18][19]
- 1801: «عذراء أورليانز» «die Jungfrau von Orleans» (مسرحية تراجيدية).[20][21]
- 1803: «عروس مسينا أو الإخوة الأعداء» «Die Braut von Messina oder Die feindlichen Brueder» (مسرحية تراجيدية).[22][23][24][25]
- 1804: «فلهلم تل» «Wilhelm Tell» (مسرحية محورها ويليام تل).[26]
- 1857: «ديمتريوس» «Demetrius» (مسرحية غير مكتملة).[27][28][29][30][31][32][33]

### قصائد
تصنيف:قصائد فريدرش شيلر

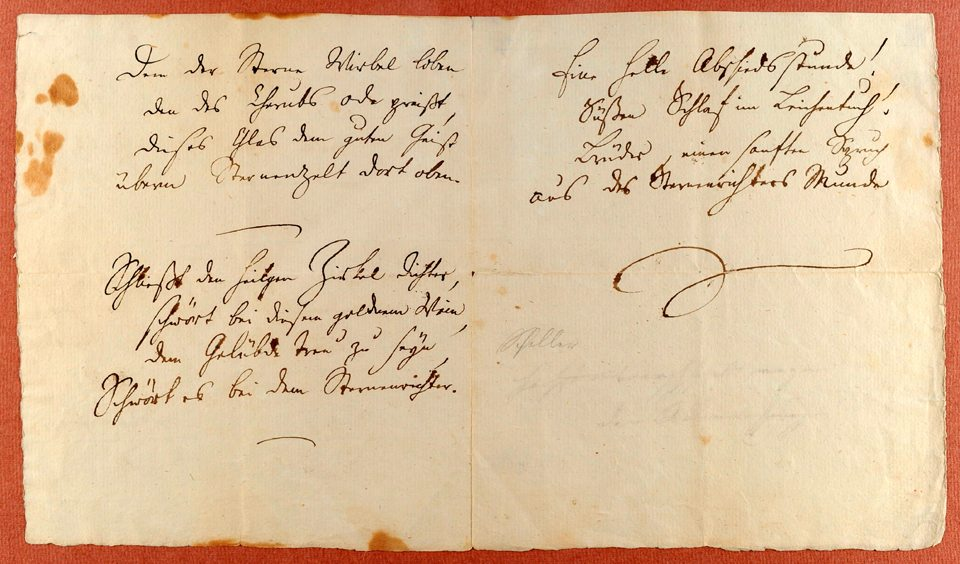
نسخة موقعة من القصيدة "إلى الفرح"، لحنها المؤلف الموسيقى الشهير بيتهوفن، وهي من أروع ما كتب فريدريش فون شيلر في عالم الأدب ومن أروع ما لحن بيتهوفن في عالم الموسيقى، القصيدة نفسها ملحنة من قبل بييتهوفن تستخدم اليوم كنشيد قومي للاتحاد الأوروبي، هناك تلحينات أخرى للقصيدة من موسيقييين اخرين منهم النمساوي فرانز شوبرت.

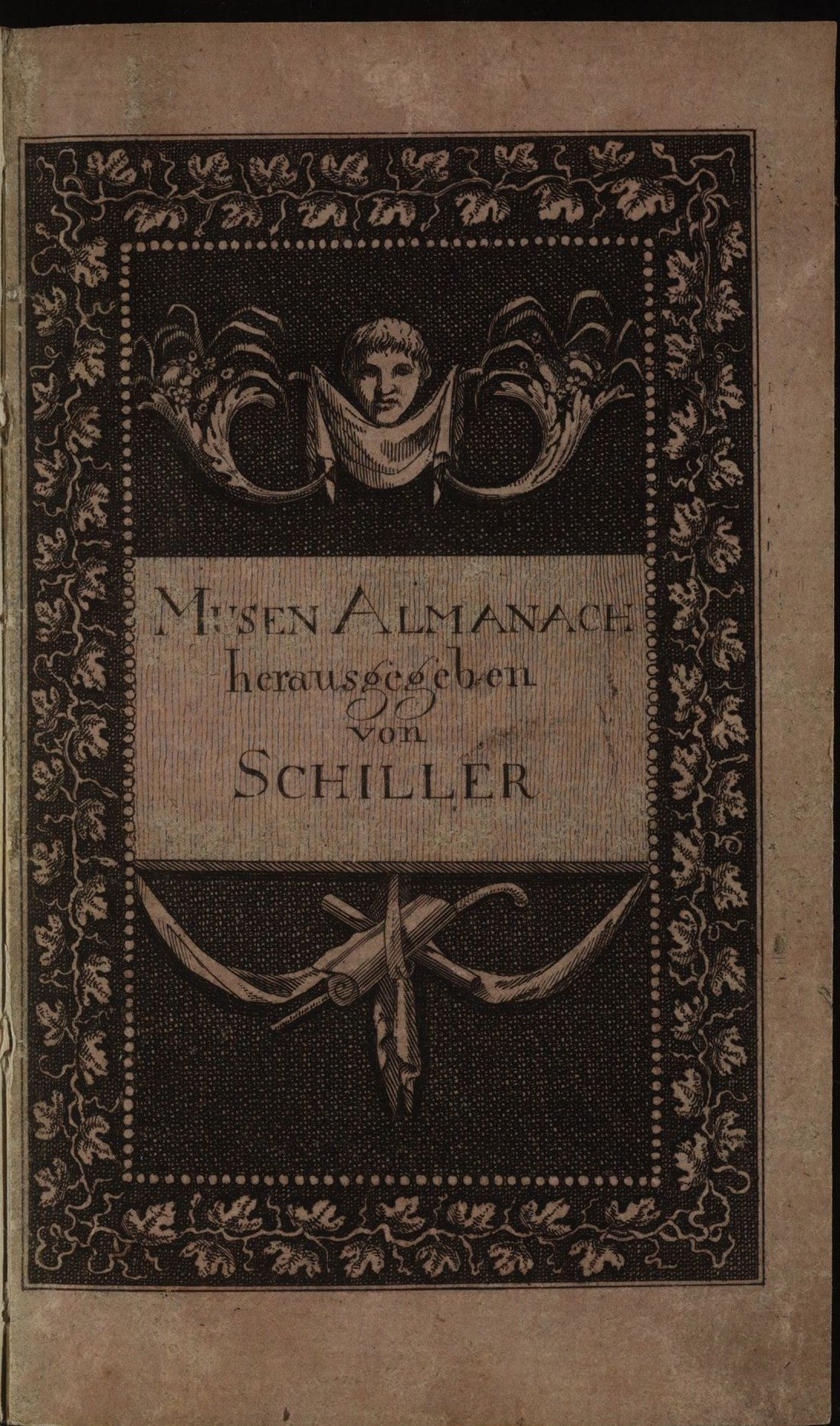
العدد الأول من صحيفة شيلر "موزن ألمناخ" (1796)، وتعتبر هذه الصحيفة من أنجح وأكبر الصحف من نوع موزن ألمناخ وذلك بسبب الأدباء الذين ساهموا في تحريرها، من الأعمال التي نُشرت في صحيفة موزن ألمناخ دراسة غوته عن علم النبات "تحول النباتات"

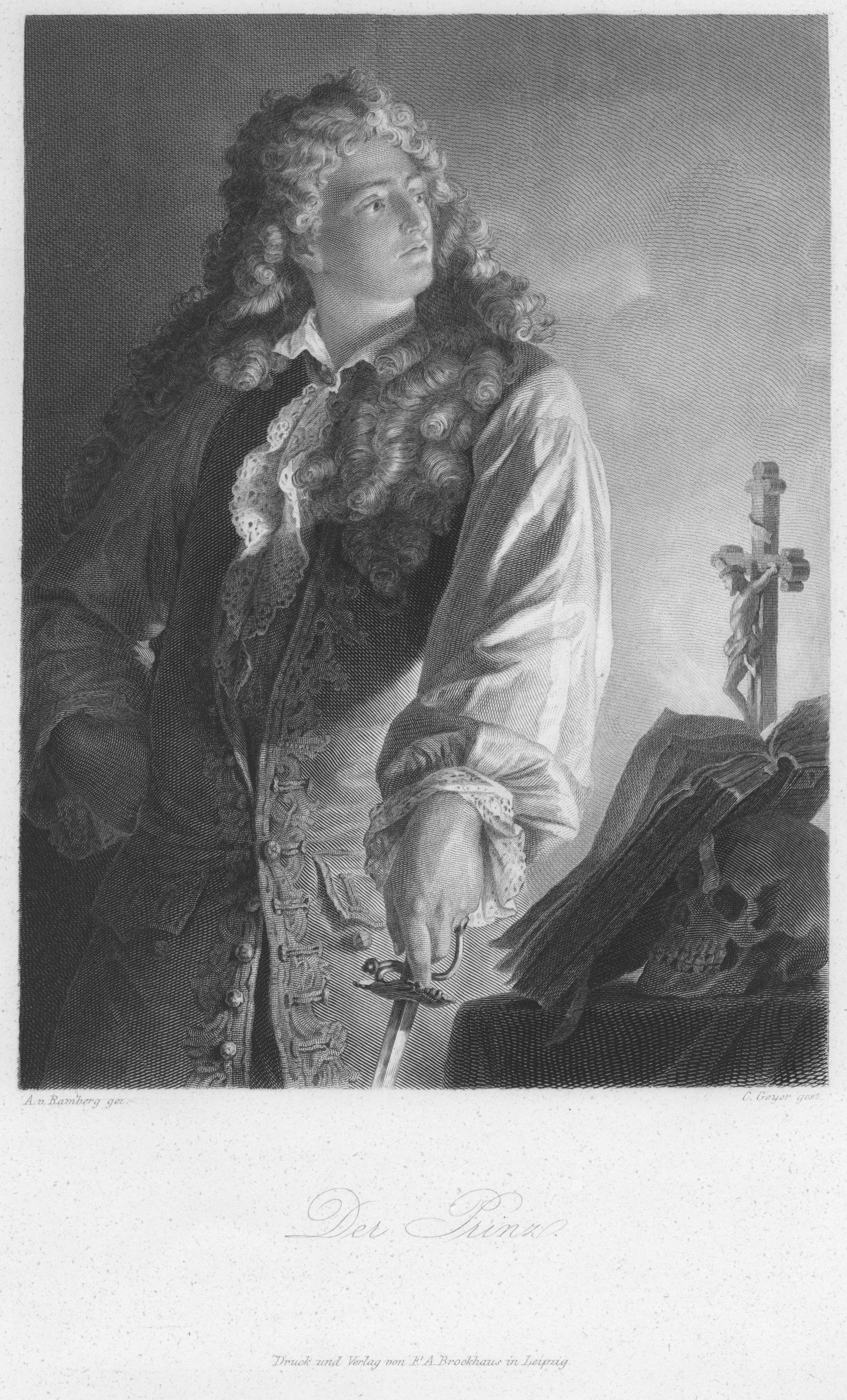
نقش للأمير في رواية شيلر الغير مكتملة "محضر الأرواح" (1859)، استقطبت الرواية جمهوراً فاق جمهور أي عمل آخر لشيلر في أثناء فترة حياته، جذب القراء إلى الرواية عناصرها مثل استحضار الأرواح والروحانية والمؤامرات، بالنظر إلى هيكل الرواية فهي ليست قصة واحدة، وتدور الرواية حول جمعية يسوعية سرية تحاول أن تحول أمير ألماني بروتستانتي إلى الكاثوليكية، الرواية تمر على فلسفة دينية وتاريخية تظهر فلسفة شيلر التنويرية مع نقده للدين والمجتمع.

- 1783: «قصائد مختارة لعام 1782» «Anthologie auf das Jahr 1782» (مجموعة شعرية).[34]
- 1786: «إلى السعادة» «Ode an die Freude» (قصيدة، لحنها بيتهوفن).[35][36]
- 1788: «آلهة اليونان» «Die Götter Griechenlandes» (قصيدة فلسفية).[37]
- 1789: «الفنانون» «Die Künstler» (قصيدة فلسفية).[34]
- 1795: «المثال والحياة» «Das Ideal und das Leben» (قصيدة فلسفية).[34]
- 1797: «هدايا المائدة» «Xenien» (قصائد ساخرة بالاشتراك مع غوته).[38][39][40][41]
- 1797: «الغطاس» «Der Taucher» (قصيدة بالاد).[42][43][44][45][46][47]
- 1797: «القفاز» «Der Handschuh» (قصيدة بالاد).[48][49]
- 1797: «غرانيق إبيكوس» «Die Kraniche des Ibykus» (قصيدة بالاد).[50][51][52]
- 1797: «خاتم بوليكرات» «Der Ring des Polykrates» (قصيدة بالاد).[53]
- 1798: «الضمانة» «Die Bürgschaft» (قصيدة بالاد).[54][55][56]
- 1799: «المعركة مع التنين» «Der Kampf mit dem Drachen» (قصيدة بالاد).[57]
- 1799: «أغنية الناقوس» «Das Lied von der Glocke» (من أشهر قصائد شيلر).[58][59][60][61]
- 1801: «قدوم القرن الجديد» «Der Antritt des neuen Jahrhunderts» (قصيدة).[62]

### صحف
تصنيف:صحف أُسست من قبل فريدرش شيلر
- 1785: «تاليا» «Thalia» (صحيفة).[63]
- 1797-1795: «دي هورن» «Die Horen» (صحيفة أدبية شهرية).[64]
- 1800-1796: «موزن ألمناخ» «Musenalmanach» (صحيفة أدبية).[34]

### دراسات أدبية
تصنيف:دراسات أدبية لفريدرش شيلر
- 1785: «ما الذي يمكن أن يقوم به المسرح الجيد» «was kann eine gute stehende Schaubuehne eigentlich wirken» (مقال).[34][65]
- 1791: «حول قصائد بورجر» «Über Bürgers Gedichte» (تعليق على قصائد جوتفريد أوجوست بورجر).[34][65]
- 1792: «حول فن المأساة» «über die tragische Kunst» (مقال).[34]
- 1794: «حول قصائد ماتيسون» «Über Matthissons Gedichte» (تعليق على قصائد فريدرش فون ماتيسون).[34]
- 1796-1795: «عن الشعر الحساس والشعر الفطري» «Über naive und sentimentalische Dichtung» (دراسة أدبية).[66][67]
- 1803: «عن استخدام الكورال في المسرحية التراجيدية» «Über den Gebrauch des Chors in der Trag die» (مقال).[34][65]
- 1827: «عن الشعر الملحمي والدرامي» «Über epische und dramatische Dichtung» (دراسة أدبية).[34][65]

### قصص
تصنيف:نثر فريدرش شيلر
- 1786: «مجرمون أنذال» «Verbrecher aus Infamie» (قصة طويلة).[68]

### روايات
تصنيف:نثر فريدرش شيلر
- 1789-1787: «محضر الأرواح» «Der Geisterseher» (رواية غير مكتملة).[69]

### بحوث تاريخية
تصنيف:بحوث تاريخية لفريدرش شيلر
- 1788: «تاريخ ردة الأراضي المنخفضة المتحدة عن الحكومة الإسبانية» «Geschichte des Abfalls der vereinigten Niederlande von der spanischen Regierung» (بحث تاريخي).[34]
- 1789: «ما المعنى والهدف من دراسة التاريخ العالمي» «Was heißt und zu welchem Ende studiert man Universalgeschichte?» (محاضرة).[70]
- 1793-1791: «تاريخ حرب الثلاثين عاماً» «Geschichte des Dreissigjährigen Krieges» (بحث تاريخي).[34][65]

### أعمال فلسفية
تصنيف:أعمال فلسفية لفريدرش شيلر
- 1793: «عن الرقة والكرامة» «Über Anmuth und Wuerde» (مقال فلسفي).[71][72][73][74]
- 1795: «عن التربية الجمالية للإنسان في سلسلة رسائل» «Über die ästhetische Erziehung des Menschen in einer Reihe von Briefen» (رسائل فلسفية).[75][76][77][78][78][79][80][81][82]

## قائمة بأعمال فريدرش شيلر المترجمة إلى العربية
- اللصوص، مؤامرة وغرام، فلهلم تل، فالنشتاين، دون كارلوس. ترجمة هاشم المعلوف، بغداد، 1959.
- اللصوص، فريدرش شيلر، ترجمة سمير عبده، بيروت، 1963.
- اللصوص، فريدرش شيلر، ترجمة عبد الرحمن بدوي، من المسرح العالمي عدد 145، الكويت.
- فلهلم تل 1804، فريدرش شيلر، ترجمة عبد الرحمن بدوي، من المسرح العالمي العدد 158، الكويت.
- فيلهلم تل، فريدرش شيلر، ترجمة عباس ابوشوشة وحسين فرج الدين، الاعتماد، القاهرة.
- غليوم تل أو في سبيل الحرية، فريدرش شيلر، ترجمة فؤاد جبارة، فتى العرب، دمشق.
- وليم تل، فريدرش شيلر، ترجمة ألفونس يعقوب وإيرينيس ميخائيل، سجل العرب، القاهرة.
- ماري ستيوارت، فريدرش شيلر، ترجمة محمود شوقي، القاهرة.
- ماريا ستيوارت، فريدرش شيلر، ترجمة حلمي مراد، القاهرة.